# FPS (電力事業者)
株式会社FPS（エフピーエス、FPS Inc.）は、日本の特定規模電気事業者（新電力）で、日本GLPの100%子会社。経営破綻したF-Powerの受け皿として設立された。

## 概要
特定規模電気事業者（新電力）を手掛けていたF-Powerが、2021年3月24日に東京地方裁判所へ会社更生法適用を申請し、同年3月30日に会社更生手続開始決定を受けた。
F-Powerの会社更生スポンサーには複数の企業が名乗りを上げていたが、F-Powerは日本GLPをスポンサーに選定し、2021年10月15日にスポンサー契約並びにF-Powerの電力小売事業を日本GLPへ譲渡する契約を締結した。
日本GLPはF-Powerの事業を譲受する新会社として、2021年11月19日に株式会社汐留エネルギーを設立。
汐留エネルギーは2022年2月9日に小売電気事業者登録が完了。同年3月1日に株式会社FPSへ商号変更され、同年4月1日付でF-Powerから電力小売事業を譲受した。FPSはF-Powerの有利子負債などは継承しない。
同年9月30日付で欧州地域大国間の武力紛争による経済情勢の変化が原因による電力の取引価上昇をうけ低圧電気需給契約の終了の発表をした。

## 沿革
- 2021年11月19日 - 株式会社汐留エネルギーとして設立。
- 2022年
  - 3月1日 - 商号を株式会社FPSへ変更。
  - 4月1日 - F-Powerから電力小売事業を譲受。
  - 9月30日 - 低圧電気需給契約の終了をコンシューマ向けに発表[6]。
  - 12月20日 - この日以降の最初の検針日に低圧電気受給契約を終了。